# Hangar 13
Hangar 13 è un'azienda statunitense dedita allo sviluppo di videogiochi con sede nella città di Novato (California), fondata nel 2015 da Haden Blackman e facente parte del gruppo 2K Games.

## Storia
Hangar 13 è stata fondata a Novato (California) il 25 gennaio 2015, quando Rod Fergusson di 2K Games ha annunciato che avrebbe gestito un nuovo studio; tuttavia, Fergusson ha rassegnato le sue dimissioni a causa di divergenze creative con la dirigenza, passando quindi il testimone ad Haden Blackman.
Il primo videogioco realizzato dall'azienda è stato Mafia III, terzo capitolo dell'omonima serie, pubblicato il 7 ottobre 2016 su PlayStation 4, Xbox One e Windows; successivamente il gioco è stato convertito anche per Stadia.
Il 24 aprile 2017 2K Czech è stata fusa con Hangar 13, portando all'apertura di nuovi studi a Praga e Brno.
Il 24 settembre 2020 è stato pubblicato Mafia: Definitive Edition, un rifacimento completo del primo capitolo della serie.

## Videogiochi
| Anno | Titolo                    | Data di uscita    | Piattaforme                              |
| ---- | ------------------------- | ----------------- | ---------------------------------------- |
| 2016 | Mafia III                 | 7 ottobre 2016    | PlayStation 4, Xbox One, Windows, Stadia |
| 2020 | Mafia: Definitive Edition | 24 settembre 2020 | PlayStation 4, Xbox One, Windows         |
| 2024 | TopSpin 2K25              | 26 aprile 2024    | PlayStation 5, Xbox Series X/S, Windows  |
| 2025 | Mafia: Terra Madre        | estate 2025       | PlayStation 5, Xbox Series X/S, Windows  |